# Miss España

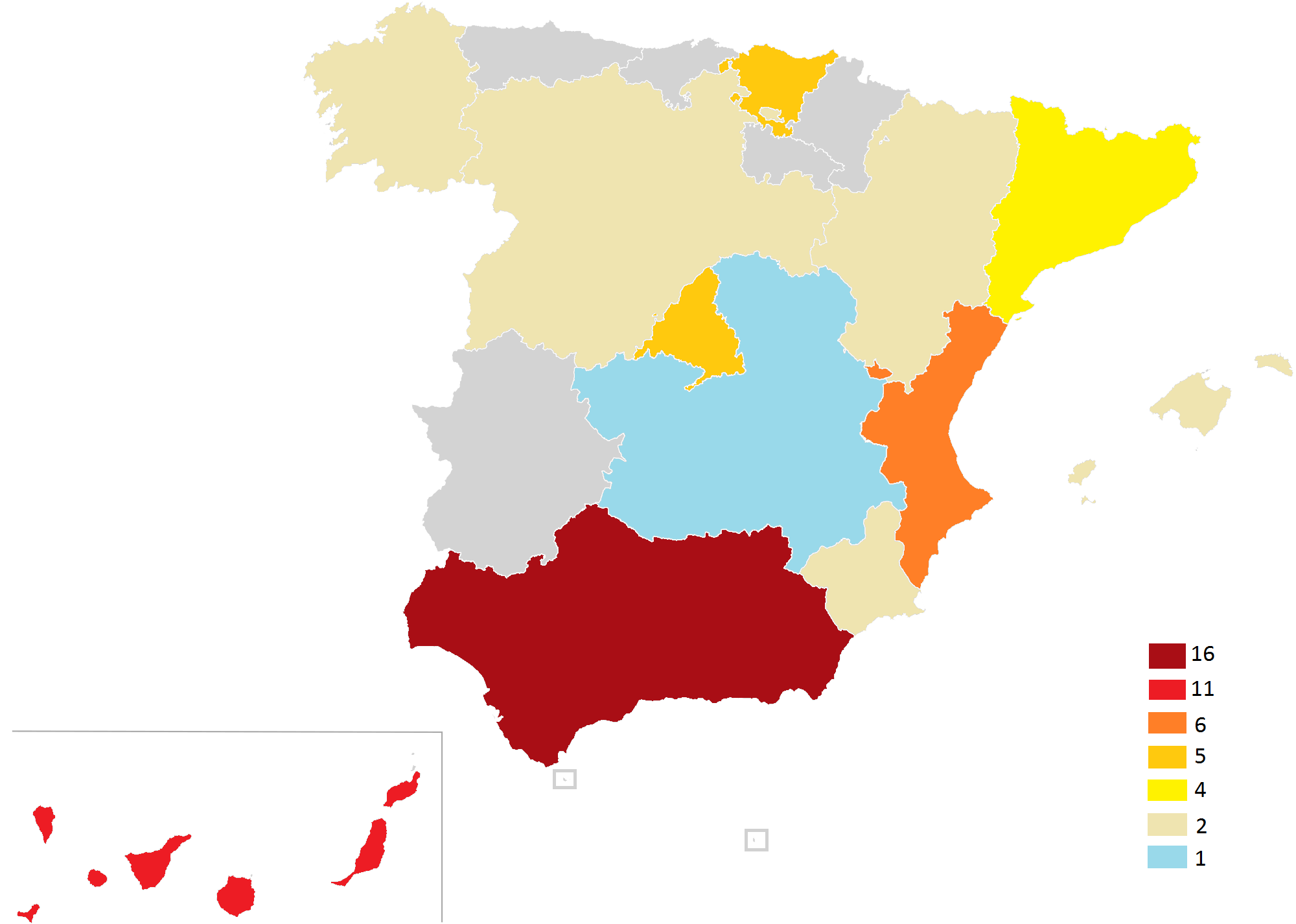
Número de misses por comunidad

El certamen Miss España es un concurso de belleza femenina de España que se celebró bajo el sobrenombre de Señorita de España desde 1929 hasta 1936. En 1960, ya con el nombre actual, el certamen fue retomado y se realizó anualmente hasta 2011. En el año 2019, tras ocho años de inactividad, el certamen regresa con Juncal Rivero como nueva licenciataria.

## Historia
El certamen consiguió gran popularidad desde sus comienzos, acrecentándose a partir de 1991, cuando se produjo la primera retransmisión del certamen en una cadena de televisión estatal (Telecinco), en la cual el concurso seguiría retransmitiéndose de forma ininterrumpida hasta 2008.
La celebración del certamen fue alternada entre distintas ciudades de la geografía española hasta 2003, cuando se asentó en el complejo vacacional Marina d'Or, en la provincia de Castellón, donde permaneció hasta 2008. En 2009 la gala tuvo lugar en Cancún (México), siendo la primera ocasión en la que se celebró fuera de las fronteras españolas.
Coincidiendo con el 50.º aniversario del certamen, en 2010 el concurso tuvo lugar en la plaza del Ayuntamiento de Toledo, y la entrega de la corona la realizó María José Ulla (Miss España 1964). Andrés Cid Fernández fue el propietario de la marca hasta el 1 de enero de 2011, cuando decidió desprenderse del certamen y lo vende por tres millones de euros al presidente del grupo inmobiliario alicantino, Torrecasa Torrevieja, SL, Julio Martín. Se llega al acuerdo de comprar la marca por 300.000 euros a pagar en 10 años. Tras pasar el primer año desde la compra, Andres Cid no recibe nada de dinero y decide denunciar a Julio Martín por impago. Es ahí tras problemas financieros del grupo inmobiliario, cuando el certamen de Miss España S.L., se declara insolvente y presenta concurso voluntario de acreedores, según el Boletín Oficial del Estado (Juzgado de lo Mercantil número 5 de Madrid del 7 de febrero de 2012). 
La última Miss España electa con este título oficial fue la española Andrea Huisgen, coronada en Sevilla el 27 de noviembre de 2011. En noviembre de 2012, tuvo que renunciar a su contrato acordado con la empresa, Certamen Miss España, S.L., para así poder concursar en el de Miss Universo 2012, ya que la empresa alicantina perdió la licencia de Miss Universo. 
El certamen oficial de Miss y Míster España intentó regresar al panorama nacional de la mano de Juncal Rivero (Miss España 1984) ya que se llegó a un acuerdo provisional con el juez que tenía embargada la marca por el impago a Andrés Cid para intentar volver a utilizarla y condonar dicha deuda con los beneficios. Juncal Rivero anuncia en 2018 el regreso del concurso y es incapaz de realizar la gala de Miss y Mister España en cuatro años (incluyendo la pandemia de 2020) y abandona el proyecto en 2022.

## Listado de ganadoras

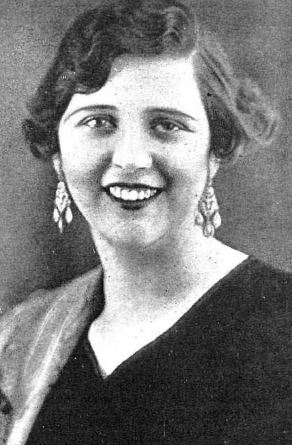
Pepita Samper, Miss España 1929
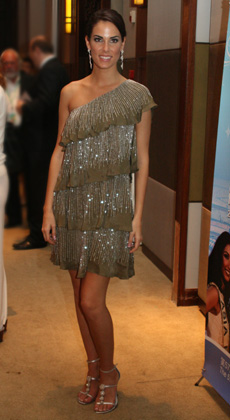
Natalia Zabala, Miss España 2007
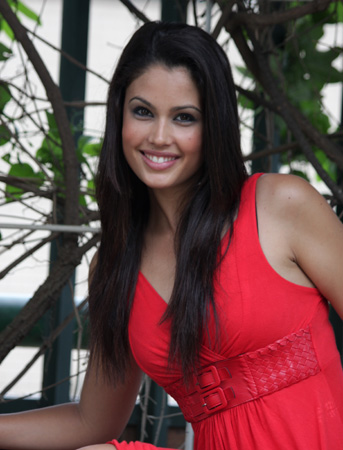
Patricia Yurena Rodríguez, Miss España 2008

### Ganadoras por comunidades autónomas
| Comunidad autónoma   | Número de ganadoras |
| -------------------- | ------------------- |
| Andalucía            | 17                  |
| Canarias             | 11                  |
| Cataluña             | 5                   |
| Comunidad de Madrid  | 5                   |
| Comunidad Valenciana | 5                   |
| País Vasco           | 4                   |
| Galicia              | 3                   |
| Aragón               | 2                   |
| Islas Baleares       | 2                   |
| Castilla y León      | 2                   |
| Castilla-La Mancha   | 1                   |
| Región de Murcia     | 1                   |

## Participantes de Miss España en certámenes internacionales

### Mejores resultados

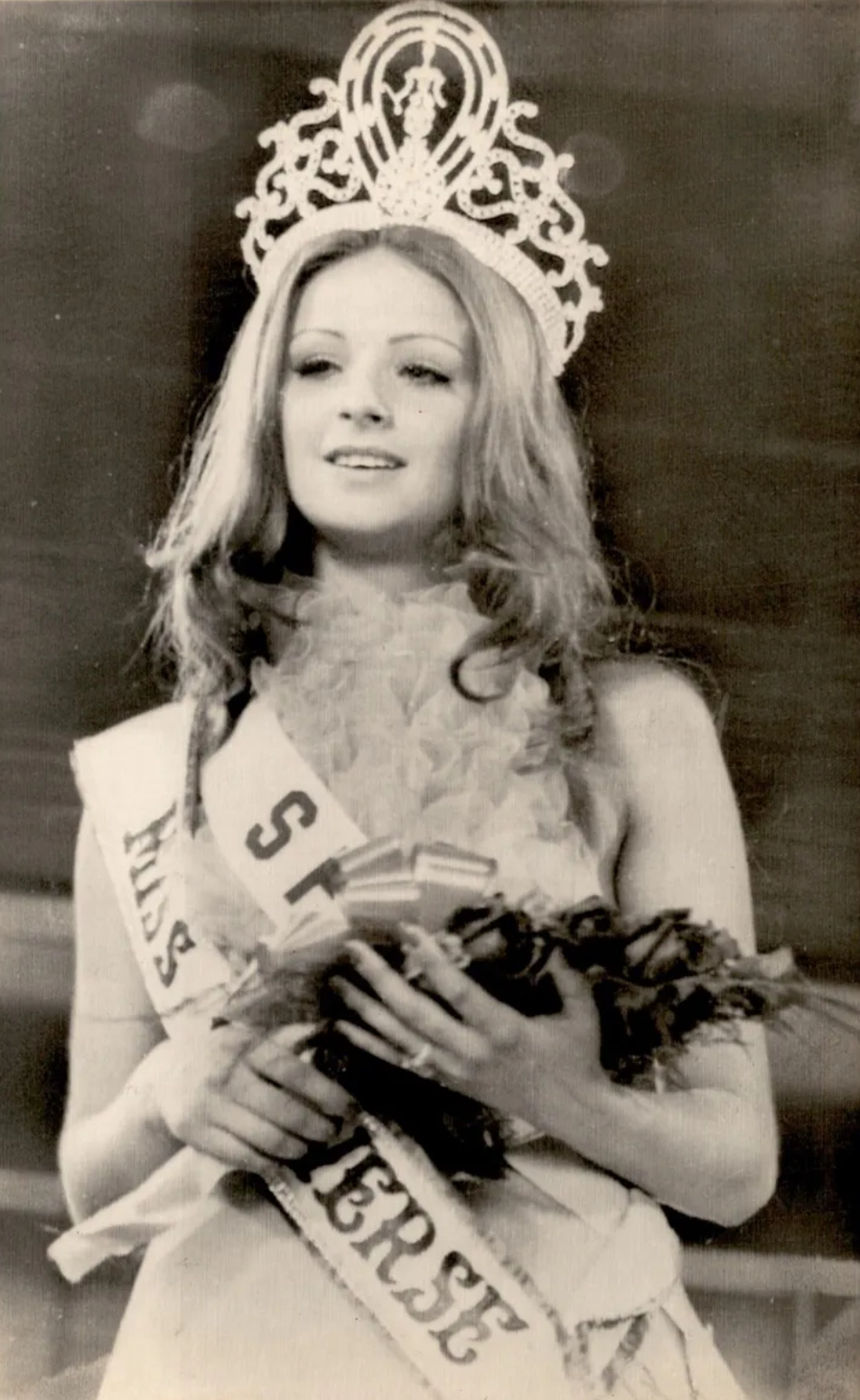
Amparo Muñoz, Miss Universe 1974

| Participante                | Competición             | Puesto   |
| --------------------------- | ----------------------- | -------- |
| Amparo Muñoz Quesada        | Miss Universo 1974      | Ganadora |
| Mireia Lalaguna Royo        | Miss Mundo 2015         | Ganadora |
| Alejandra Andreu Santamarta | Miss Internacional 2008 | Ganadora |
| Silvia de Esteban Niubó     | Miss Internacional 1990 | Ganadora |
| Pilar Medina Canadell       | Miss Internacional 1977 | Ganadora |

. 

### Miss España Universo
Se denominó Miss España Universo a aquella joven que representó a España en Miss Universo. No precisamente debía ser la ganadora del certamen nacional la que acudiera a la cita internacional, en caso de que no cumpla los requisitos impuestos por la organización de Miss Universo o no pueda asistir por cualquier motivo personal, la joven sería automáticamente sustituida por su primera dama, y sería esta la encargada de ocupar su lugar en el evento.

#### Participantes
| Año  |  | Miss España Universo                    | Resultado     | Premios/crossover                | Sede                 |
| ---- |  | --------------------------------------- | ------------- | -------------------------------- | -------------------- |
| 1960 |  | María Teresa del Río                    | 4.ª Dama      | -                                | Estados Unidos       |
| 1961 |  | Pilar Gil Ramos                         | No clasificó  | -                                | Estados Unidos       |
| 1962 |  | Conchita Roig Urpi                      | No clasificó  | -                                | Estados Unidos       |
| 1963 |  | María Rosa Pérez Gómez                  | No clasificó  | -                                | Estados Unidos       |
| 1964 |  | María José Ulla Madronero               | No clasificó  | -                                | Estados Unidos       |
| 1965 |  | Alicia Borrás                           | No clasificó  | -                                | Estados Unidos       |
| 1966 |  | Paquita Torres Pérez                    | TOP 15        | Miss Simpatía / Miss Europa 1967 | Estados Unidos       |
| 1967 |  | Francisca Delgado Sánchez               | TOP 15        | -                                | Estados Unidos       |
| 1968 |  | Yolanda Legarreta Urquijo               | No clasificó  | -                                | Estados Unidos       |
| 1969 |  | María Amparo Rodrigo Lorenzo            | No clasificó  | -                                | Estados Unidos       |
| 1970 |  | Noelia Afonso Cabrera                   | No clasificó  | ----- / Miss Europa 1970         | Estados Unidos       |
| 1971 |  | Josefina Román Gutiérrez                | TOP 12        | -                                | Estados Unidos       |
| 1972 |  | María del Carmen Muñoz Castañón         | No clasificó  | -                                | Puerto Rico          |
| 1973 |  | María del Rocío Martín Madrigal         | 3.ª Dama      | Mejor Traje Típico               | Grecia               |
| 1974 |  | Amparo Muñoz Quesada                    | Miss Universo | -                                | Filipinas            |
| 1975 |  | Consuelo 'Chelo' Martín López           | No clasificó  | -                                | El Salvador          |
| 1976 |  | Olga Fernández Pérez                    | No clasificó  | -                                | Hong Kong            |
| 1977 |  | Luz María Polegre Hernández             | TOP 12        | -                                | República Dominicana |
| 1978 |  | Guillermina Ruiz Doménech               | 2.ª Dama      | -                                | México               |
| 1979 |  | Gloria María Valencia Rijo              | No clasificó  | -                                | Australia            |
| 1980 |  | Yolanda María Hoyos Vega                | No clasificó  | -                                | Corea del Sur        |
| 1981 |  | Francisca Ondiviela                     | No clasificó  | -                                | Estados Unidos       |
| 1982 |  | Cristina Pérez Cottrell                 | No clasificó  | -                                | Perú                 |
| 1983 |  | Ana Isabel Herrero García               | TOP 12        | -                                | Estados Unidos       |
| 1984 |  | Garbiñe Abásolo García                  | No clasificó  | Miss Fotogenia                   | Estados Unidos       |
| 1985 |  | María Teresa Sánchez López              | 1.ª Dama      | 2.º Mejor Traje Típico           | Estados Unidos       |
| 1986 |  | Concepción 'Concha' Isabel Tur Espinosa | No clasificó  | -                                | Panamá               |
| 1987 |  | Remedios Cervantes                      | No clasificó  | -                                | Singapur             |
| 1988 |  | Sonsoles Artigas Medero                 | No clasificó  | -                                | Taiwán               |
| 1989 |  | Eva Pedraza                             | No clasificó  | -                                | México               |
| 1990 |  | Raquel Revuelta                         | No clasificó  | -                                | Estados Unidos       |
| 1991 |  | Esther Arroyo                           | No clasificó  | -                                | Estados Unidos       |
| 1992 |  | Virginia García Álvarez                 | No clasificó  | 3.er Mejor Traje Típico          | Tailandia            |
| 1993 |  | Eugenia Santana Alba                    | TOP 10        | Miss Fotogenia                   | México               |
| 1994 |  | Raquel Rodríguez Hidalgo                | No clasificó  | -                                | Filipinas            |
| 1995 |  | María Reyes Vázquez                     | No clasificó  | Mejor Traje Típico               | Namibia              |
| 1996 |  | María José Suárez                       | No clasificó  | -                                | Estados Unidos       |
| 1997 |  | Inés Sainz                              | No clasificó  | -                                | Estados Unidos       |
| 1998 |  | María José Besora                       | No clasificó  | -                                | Estados Unidos       |
| 1999 |  | Diana Nogueira González                 | 2.ª Dama      | -                                | Trinidad y Tobago    |
| 2000 |  | Helen Lindes                            | 2.ª Dama      | Miss Fotogenia                   | Chipre               |
| 2001 |  | Eva Sisó Casals                         | TOP 10        | -                                | Puerto Rico          |
| 2002 |  | Vania Millán                            | No clasificó  | -                                | Puerto Rico          |
| 2003 |  | Eva González                            | No clasificó  | -                                | Panamá               |
| 2004 |  | María Jesús Ruiz                        | No clasificó  | -                                | Ecuador              |
| 2005 |  | Verónica Hidalgo                        | No clasificó  | -                                | Tailandia            |
| 2006 |  | Elizabeth Reyes                         | No clasificó  | -                                | Estados Unidos       |
| 2007 |  | Natalia Zabala                          | No clasificó  | -                                | México               |
| 2008 |  | Claudia Moro Fernández                  | TOP 10        | -                                | Vietnam              |
| 2009 |  | Estibaliz Pereira                       | No clasificó  | -                                | Bahamas              |
| 2010 |  | Adriana Reverón                         | No clasificó  | -                                | Estados Unidos       |
| 2011 |  | Paula Guilló                            | No clasificó  | -                                | Brasil               |
| 2012 |  | Andrea Huisgen                          | No clasificó  | -                                | Estados Unidos       |

### Miss España Mundo
Se denominó Miss España Mundo a aquella joven que representó a España en Miss Mundo.

#### Participantes
| Año  |   | Miss España Mundo                            | Resultado     | Premios/crossover       | Sede           |
| ---- | - | -------------------------------------------- | ------------- | ----------------------- | -------------- |
| 1960 | - | Concepción Molinera Palacios                 |               | -                       | Reino Unido    |
| 1961 |   | María del Carmen Cervera Fernández           | 2.ª Dama      | -                       | Reino Unido    |
| 1962 |   | Conchita Roig Urpi                           | No clasificó  | -                       | Reino Unido    |
| 1963 |   | Encarnación Zalabardo                        | No clasificó  | -                       | Reino Unido    |
| 1964 |   | María José Ulla Madronero                    | Semifinalista | -                       | Reino Unido    |
| 1970 |   | Josefina Román Gutiérrez                     | No clasificó  | -                       | Reino Unido    |
| 1971 |   | María Margarita García García                | Semifinalista | -                       | Reino Unido    |
| 1972 |   | María del Carmen Muñoz Castañón              | No clasificó  | -                       | Reino Unido    |
| 1973 |   | Mariona Rosell                               | No clasificó  | -                       | Reino Unido    |
| 1974 |   | Natividad Rodríguez Fuentes                  | Semifinalista | -                       | Reino Unido    |
| 1976 |   | Luz María Polegre Hernández                  | Semifinalista | -                       | Reino Unido    |
| 1977 |   | Guillermina Ruiz Doménech                    | Semifinalista | -                       | Reino Unido    |
| 1978 |   | Gloria María Valenciano Rijo                 | 4.ª Dama      | -                       | Reino Unido    |
| 1979 |   | María Dolores 'Lola' Forner Toro             | Semifinalista | -                       | Reino Unido    |
| 1980 |   | Francisca Ondiviela                          | No clasificó  | -                       | Reino Unido    |
| 1981 |   | Cristina Pérez Cottrell                      | No clasificó  | -                       | Reino Unido    |
| 1982 |   | Ana Isabel Herrero García                    | No clasificó  | -                       | Reino Unido    |
| 1983 |   | Milagros Pérez Castro                        | No clasificó  | -                       | Reino Unido    |
| 1984 |   | Juncal Rivero Fadrique                       | No clasificó  | -----/ Miss Europa 1985 | Reino Unido    |
| 1985 |   | María Amparo Martínez Cordom                 | No clasificó  |                         | Reino Unido    |
| 1986 |   | Remedios Cervantes                           | No clasificó  | -                       | Reino Unido    |
| 1987 |   | Sonsoles Artigas Medero                      | No clasificó  | -                       | Reino Unido    |
| 1988 |   | Susana de la Llave Varón                     | 4.ª Dama      | -                       | Reino Unido    |
| 1989 |   | Eva María Pedraza López                      | No clasificó  | -                       | Hong Kong      |
| 1990 |   | María del Carmen Carrasco García de la Torre | No clasificó  | -                       | Reino Unido    |
| 1991 |   | María Candelaria Moreno Navarro              | No clasificó  | -                       | Estados Unidos |
| 1992 |   | Samantha Torres Waldrón                      | No clasificó  | -                       | Sudáfrica      |
| 1993 |   | Araceli García Eugenio                       | No clasificó  | -                       | Sudáfrica      |
| 1994 |   | Virginia Pareja Garófano                     | No clasificó  | -                       | Sudáfrica      |
| 1995 |   | Candelaria Rodríguez Pacheco                 | No clasificó  |                         | Sudáfrica      |
| 1996 |   | Patricia Ruiz Fernández                      | No clasificó  | -                       | India          |
| 1997 |   | Nuria Avellaneda Gallego                     | No clasificó  | -                       | Seychelles     |
| 1998 |   | Rocío Jiménez Fernández                      | No clasificó  | -                       | Seychelles     |
| 1999 |   | Lorena Bernal Pascual                        | Semifinalista | -                       | Reino Unido    |
| 2000 |   | Verónica García Benito                       | No clasificó  | -                       | Reino Unido    |
| 2001 |   | Macarena García Naranjo                      | Semifinalista | -                       | Sudáfrica      |
| 2002 |   | Lola Alcocer                                 | No clasificó  | -                       | Reino Unido    |
| 2003 |   | María Teresa Martín Bueno                    | No clasificó  | -                       | China          |
| 2004 |   | Maite Medina Cerrato                         | No clasificó  | -                       | China          |
| 2005 |   | Mireia Verdú Tremosa                         | Semifinalista | -                       | China          |
| 2006 |   | Inmaculada Torres Del Rey                    | No clasificó  | -                       | Polonia        |
| 2007 |   | Natalia Zabala Arroyo                        | No clasificó  | -                       | China          |
| 2008 |   | Patricia Yurena Rodríguez Alonso             | Semifinalista | -                       | Sudáfrica      |
| 2009 |   | Carmen Laura García Fernández                | No clasificó  | -                       | Sudáfrica      |
| 2010 |   | Fátima Jiménez Triguero                      | No clasificó  | -                       | China          |
| 2011 |   | Carla García Barber                          | TOP 15        | -                       | Reino Unido    |
| 2012 |   | Aránzazu Estévez Godoy                       | TOP 15        |                         |                |